# 黃謹容
黃謹容（1496年—？），字望之，號我山，福建興化府莆田縣人，匠籍，明朝政治人物。

## 生平
嘉靖七年（1528年）戊子科福建鄉試第二十六名舉人。嘉靖八年（1529年）中式己丑科會試第五十四台，登第三甲第二百二十一名進士。歷官泰州知州、南禮部员外郎、黄州府知府。

## 家族
曾祖黃永達；祖父黃琮；父黃釗，母曾氏。慈侍下。兄謹魯。